# Obuchowo (rejon grodzieński)
Obuchowo (biał. Аграгарадок Абухава) – agromiasteczko na Białorusi, położone w obwodzie grodzieńskim w rejonie grodzieńskim w sielsowiecie Obuchowo przy drodze z Grodna do Skidla nad rzeką Żydomlą.
Znajduje się tu parafialna cerkiew prawosławna pw. św. Serafina z Sarowa.
Nazwa miejscowości pochodzi prawdopodobnie od nazwiska Obuch (Obuchowicz). Pierwsza wzmianka pochodzi z 1559 z pomiary włócznej, była to wieś królewska w ekonomii grodzieńskiej należąca do parafii w Kotrze. Rok później odnotowano, że Obuchowo było siedzibą wójtostwa. Pod koniec XVI wieku wioska liczyła 78 włók (1 ciesielska, 1 bednarska, 1 gumiennicka i 75 tzw, służby ciągłej), w których hodowano 244 krowy, 149 koni, czynsz wynosił 42 kopiejki i 30 groszy litewskich rocznie. Wszyscy mieszkańcy byli prawosławni.
Miejsce bitwy stoczonej 26 września 1920 roku przez 4 Pułk Strzelców Podhalańskich (4 pspodh), pod dowództwem ppłk Mieczysława Boruty-Spiechowicza z oddziałami sowieckiej 5, 6 i 56 Dywizji Strzelców podczas bitwy nad Niemnem w wojny polsko-bolszewickiej. Walki pod Grodnem i Obuchowem zostały upamiętnione na Grobie Nieznanego Żołnierza w Warszawie napisem "Grodno - Obuchowo 20-25 IX 1920". Przed 1939 Obuchowo było określane jako "najbardziej skomunizowana białoruska wioska w okolicy". Po 1944 wieś stała się agromiasteczkiem.